# Sắc phong
Sách phong (chữ Hán: 册封), nguyên văn Sách mệnh Phong tước (册命封爵), là một hành vi trong chế độ phong kiến, khi Vua ra lệnh soạn văn bản truyền mệnh lệnh của triều đình tiến hành ban tặng tước hiệu cho thần tử của mình. Đặc điểm của sách phong chính là phải diễn ra một loại lễ nghi thức, có sự tham gia trực tiếp hoặc gián tiếp của nhà Vua.
Những đối tượng được cấp sách phong này đều rơi vào quý tộc hoặc quan lại khi có công lao được xem xét ban tước hiệu (như tước Công, tước Hầu trong hệ thống định sẵn), ngoài ra còn có sách phong dành cho việc lập Hoàng hậu và gia phong tước hiệu cho phi tần cùng các Mệnh phụ. Đặc biệt còn có phong thần và xếp hạng cho các vị thần được thờ trong các đình đền trong tín ngưỡng làng xã, do khi phong thần thì triều đình dùng sắc chỉ tuyên phong, nên còn được gọi Sắc phong (敕封), và ở Việt Nam thì cụm từ "Sắc phong" được sử dụng nhiều lấn át ý nghĩa thực sự của "Sách phong", hai khái niệm này khi nghiêm túc đánh giá là hoàn toàn khác nhau.
Văn kiện sách phong thường làm bằng loại vải hay giấy đặc biệt, được gọi là Sách văn (冊文). Khi thuộc diện cần sách phong, thì thường đều sẽ là một loại lễ nghi tiếp thu chính thức của người được ban phong. Riêng Hoàng hậu và Hoàng thái tử, do địa vị trọng yếu nên thường được gọi là Sách lập (冊立).
- Thanh Cao Tông Kế Hoàng Hậu

## Khái niệm
Sách phong là một hình thức chính thức mà chế độ quân chủ, nhân danh Thiên tử, dùng để tỏ ân uy dành cho bề tôi, hậu phi cùng thần linh. Đây là một loại hình thức không chỉ để tôn vinh người được nhận, mà còn là hình thức mà các vị Vua biểu thị thể diện của chính mình, khi có thể ban cho thần tử vinh dự đặc thù mà không phải lúc nào cũng có được. Từ thời nhà Chu, khi phân phong chức vị và tước vị cho chư hầu, các Chu Thiên tử đều dùng mệnh lệnh bằng những thẻ tre, ấy là Sách mệnh (册命).
Sau khi trải qua các triều đại, từ nhà Hán, nhà Đường đến nhà Thanh, khái niệm mới sinh ra từ khái niệm cũ, khiến cho các loại mệnh lệnh của Đế vương cũng rất phức tạp. Đại khái có thêm "Cáo" (誥) và "Sắc" (敕). Thật ra, tuy Việt Nam hay dùng khái niệm "Sắc phong", song về hình thức và ý nghĩa thực sự thì hai chữ này không bao hàm chính xác.
Đối với hình thức tuyên phong của Đế vương thì:
- Cách dùng chữ Sách (册) là phổ biến nhất đồng thời cũng là cao nhất, bởi vì tờ tuyên phong tước hiệu được thể hiện bằng một quyển sách khoảng 2-3 tờ được làm bằng kim loại, quý nhất là ngọc, mà thấp nhất là bằng lụa, cá biệt thời Hán còn dùng tre[1]. Bên trong cuốn sách là lời của Đế vương khen thưởng, mở đầu bằng những lời triết lý kinh điển cổ học, sau lại nêu lý do gia phong tước hiệu và lời ủy lạo của Đế vương dành cho người nhận tước hiệu. Ban đầu loại "Sách mệnh" này là hình thức chung mà Đế vương ban tặng tước hiệu cho bề dưới, nhưng qua sự phát triển của các triều đại, lề lối ngày càng chăm chút tên gọi các sắc chỉ này, những nhân vật quan trọng như Tể tướng, Tam công, Tam sư, Hoàng hậu, Phi tần, Hoàng thái tử, Hoàng tử và Công chúa mới là những người được nhận Sách[2].
- Sau đó là Sắc (敕), bên cạnh đó cũng có Cáo (誥), đây đều là dùng những tờ văn bản tương tự chiếu chỉ để tiến hành gia phong tước hiệu, được cuốn vào trong một cái gọi là "Trục" (轴). Giữa hai chữ này không có ranh giới rõ ràng, đa phần là tùy vào đối tượng mà được quy định cách gọi khác nhau. Vì chỉ là tờ Sắc / Cáo, chất liệu của loại hình thức này cao nhất là lụa, bình thường nhất là giấy, ngoài ra phần trục cũng tùy theo địa vị mà có thể có chất liệu khác nhau. Cả hai loại này có điểm chung là không có hình thức quyển sách để truyền dụ của Đế vương ban tước cho người nhận, do vậy hình thức này đa phần là tặng người đã khuất. Từ đời nhà Tống, Đế vương đều dùng hai hình thức này để phong tặng tước hiệu cho quan viên và cha mẹ cùng vợ của họ, đây như một tấm bằng chứng nhận địa vị của họ trong thời đại xã hội khi ấy, hình thức này được gọi là Cáo mệnh (誥命) cùng Sắc mệnh (敕命).

## Quy trình
Tùy từng đối tượng được thụ sách phong mà cũng có những quy định tỉ mỉ riêng về lễ chế, đối tượng quan trọng cần làm là Hậu phi, Hoàng thái tử, Công chúa và các Hoàng tử Vương công. Lễ sách phong tùy hình thức gọi, có thể là "Sách phong", "Sắc phong" hay "Cáo phong". Có những thân phận chỉ đơn thuần nhận Sắc / Cáo thụ phong tước, nhưng đại đa số đều sẽ có đủ 2 bước:
- Thụ sách (受册): sứ giả thay mặt nhà Vua sẽ cầm sách văn, tuyên đọc ý chỉ được viết trên ấy và chính thức giao cho người được phong, và người được phong sẽ tiếp nhận sách văn, biểu thị chính thức lãnh ân điển từ nhà Vua. Nội dung sách văn đều tùy chế độ và thân phận mà có khuôn mẫu khác nhau, trong đó cần thiết là tên, họ hoặc chỉ họ (đối với Hậu phi), nêu được công đức đã làm, cùng với những mỹ từ biểu thị ân điển của nhà Vua, và cuối cùng chính là những lời ủy thác cho người được nhận.
- Thụ bảo, ấn (受寶印): ngoài sách văn thì Lễ sách phong còn chuẩn bị cho người tiếp nhận một loại ấn tín chia ra là "Bảo" hoặc "Ấn". Loại ấn tín này được khắc tước hiệu của người được nhận, cách gọi khác nhau là ở kích thức, hình thức và thân phận của người được nhận. Đối với quý tộc và hoàng thân thì hầu như luôn có, nhưng với phi tần thì chỉ có tước hiệu đặc thù mới có loại ấn tín này. Xét theo chế độ nhà Thanh thì chỉ Phi trở lên mới có "Ấn", mà loại ấn tín này tùy theo thân phận cũng có chất liệu và kích thước, thậm chí hình dạng nút ấn khác nhau.

Thời Lê trung hưng, khi chính quyền Vua Lê suy vi, chúa Trịnh có quyền hạn lớn, vừa thừa tập tước Vương vĩnh viễn, ngoài ra thì các chúa Trịnh còn được truyền thừa lại danh vị '"Đại nguyên soái" (大元帥), mà hình thức gia phong cho chức Đại nguyên soái được ghi lại có đầy đủ áo mũ và sách văn tương tự ban tước hiệu quý tộc. Lễ sách phong đầu tiên cho Đại nguyên soái của các chúa Trịnh lần đầu diễn ra năm Quang Hưng thứ 22 (1599), tháng 4, làm lễ tấn phong Tả tướng Thái uý Trường Quốc công Trịnh Tùng làm Đô Nguyên soái Tổng quốc chính thượng phụ Bình An vương. Lời sách văn có viết:
| “                                                                | Vương giả dựng ngôi ban phúc, giữ đạo công rộng lớn, công bằng; bề tôi giúp nước lập công, phải hậu lễ tôn nghiêm cao quý. Chọn ngày tốt hợp, ban sách vẻ vang. Suy Trung Dực Vận Kiệt Tiết Tuyên Lực Công thần Đô tướng tiết chế các xứ thủy bộ chư dinh kiêm Tổng nội ngoại Bình chương quân quốc trọng sự Tả tướng Thái uý Trường Quốc công Trịnh Tùng, uy vọng lớn như núi cao, bóng cả, đấng võ văn của nhà nước triều đình. Bày mưu đặt kế yên xã tắc, công cao sáng tỏ giữa trời; giữ tín giảng hoà nước láng giềng, sách giỏi giữ êm ngàn cõi. Công đã ngất cao trong vũ trụ, vị phải đứng đầu khắp thần liêu. Đặc sai Thái tể Vĩnh Quốc công Hoàng Đình Ái đem sách vàng, tấn phong làm Đô nguyên soái Tổng quốc chính thượng phụ Bình An vương. Lại ban ngọc tản làm vật báu lưu truyền; lại cấp ruộng nương để rộng thêm phong ấp. Mong hãy thận trọng chức vị, luôn luôn giữ phép triều đình; sửa sang đức nhân, đời đời hưởng ơn vua quý. Vương hãy kính theo. | ” |
| — Lời sách văn ban tước cho Trịnh Tùng - Đại Việt sử ký toàn thư | |   |

## Phong thần

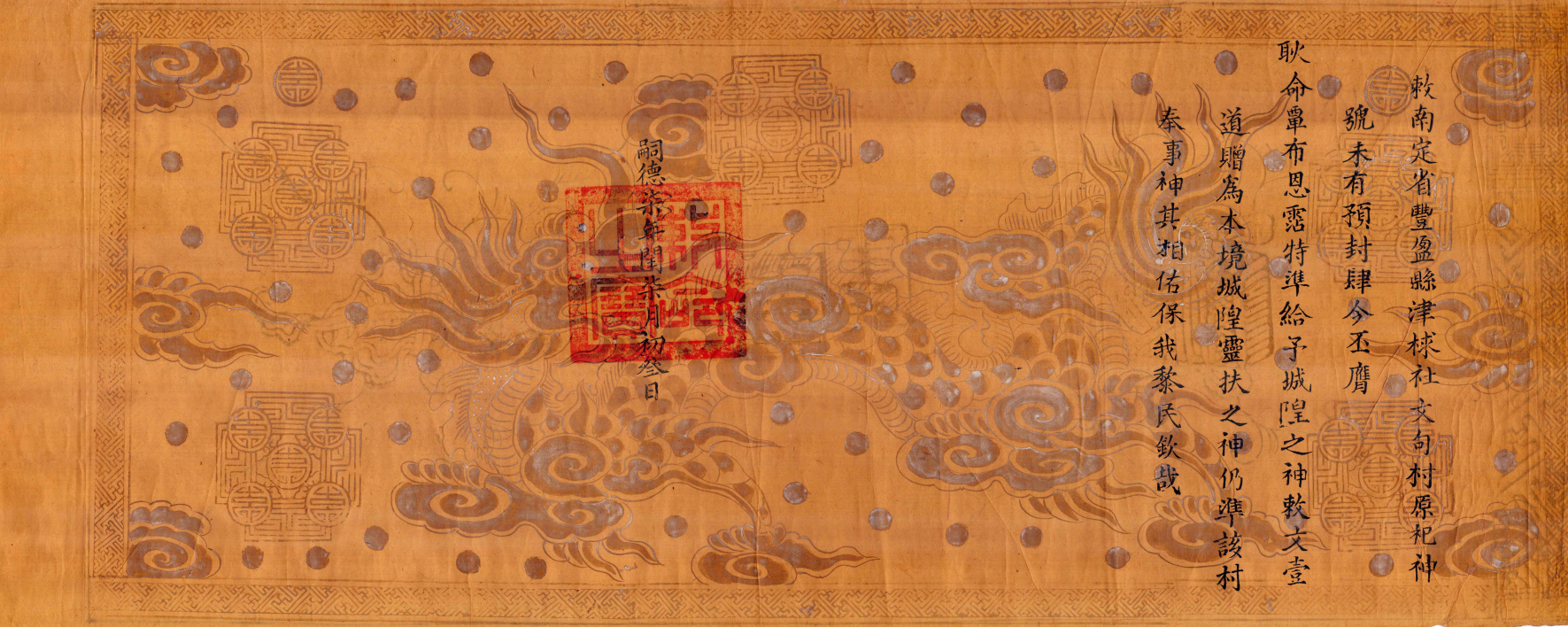
Một sắc phong thần thời Tự Đức nhà Nguyễn.

Khái niệm 「Sắc phong」 hình thành ở Việt Nam có liên quan đến sắc chỉ phong tước cho các thần linh ở làng xã. Loại phong tước này là do nhà Vua nhân danh Thiên tử tiến hành phong tặng và xếp hạng cho các vị thần được thờ cúng trong các đình làng, ví dụ Thành hoàng.
Phần lớn các đình làng của người Việt đều được các triều đại quân chủ nối tiếp nhau ban sắc phong. Đây là một loại cổ vật rất giá trị, tuy đã mất mát nhiều nhưng khối lượng còn lại đến nay khá lớn và thường được bảo tồn trong các kiến trúc tín ngưỡng của làng, xã. Các vị thần được phong tặng có thể là nhân vật lịch sử có công với nước, thường gọi là nhân thần và các thần linh trong tín ngưỡng dân gian như nhân vật huyền thoại, vật linh, các hiện tượng thiên nhiên. Nhân vật trên sắc phong thần cũng có thể là những người dân bình thường nhưng có công khai hoang lập làng, truyền dạy nghề thủ công hoặc có công đức với cộng đồng... gắn liền với lịch sử làng xã cổ truyền. Thậm chí có nhiều làng, người được sắc phong thần làm thành hoàng chỉ là một người rất bình thường, có khi còn là ăn mày, trộm cướp.
Các loại sắc phong dành cho thần đều truyền tải lại cho hậu thế các tư liệu quý giá và trung thực về tên, tuổi và công lao của một số nhân vật lịch sử như quê quán, công trạng và xếp hạng (gồm Thượng đẳng thần, Trung đẳng thần và Hạ đẳng thần), biểu thị sự tôn vinh của vương triều và cộng đồng cư dân với vị thần đó; nó chứa đựng một số thông tin có thể bổ sung thêm lịch sử và là một nguồn tư liệu quan trọng để nghiên cứu các tín ngưỡng dân gian. Qua sắc phong người ta có thể biết thêm những thông tin về hệ thống hành chính với những địa danh và đơn vị hành chính mang niên đại cụ thể. Đây là một loại cổ vật rất giá trị do có tính độc bản và là một nguồn tư liệu có giá trị về nhiều phương diện. Các sắc phong thần còn phản ánh quyền uy tối thượng của Nhà Vua, nó thể hiện rằng nhà vua là con trời xuống dân gian để cai quản con dân nên không chỉ trị vì muôn dân trong thế giới trần tục mà còn cai quản cả thế giới thần linh, kết hợp với các tín ngưỡng và đời sống tâm linh.
Giấy sắc phong thần còn là một sản phẩm đặc biệt của nghề làm giấy truyền thống Việt Nam, với những trang trí đặc trưng của mỗi thời kỳ lịch sử và của từng trung tâm sản xuất giấy sắc. Qua nghiên cứu chất liệu, kỹ thuật làm giấy cùng những hình tượng, đường nét trang trí có thể cung cấp những thông tin rất có giá trị. Hiện nay, nghề làm giấy sắc hầu như đã mai một, nên việc bảo tồn sắc phong cũng là một cách bảo tồn rất hữu hiệu những chứng tích cụ thể của nghề thủ công cổ truyền này.

## Tham Khảo
1. ↑  《朱子语类·本朝二·法制》: 册命之礼，始于汉武封三王，后遂不废。古自有此礼，至武帝始复之耳。郊祀宗庙，太子皆有玉册，皇后用金册，记不审。宰相贵妃皆用竹册。
2. ↑  《宋史·志第一百一十四·職官一》: 凡命令之體有七：曰冊書，立后妃，封親王、皇子、大長公主，拜三師、三公、三省長官，則用之。

- Khâm định Đại Nam hội điển sự lệ
- Lịch triều hiến chương loại chí